# 西帕斯班巴區
5°54′25″S 78°02′35″W / 5.90694°S 78.04306°W
西帕斯班巴區（西班牙語：Distrito de Shipasbamba），是秘魯的一個區，位於該國北部亞馬遜大區的邦加拉省，始建於1861年2月5日，面積127.3平方公里，海拔高度2,070米，2005年人口1,364，人口密度每平方公里10.7人。